# This Is the End
This Is the End is een Amerikaanse apocalyptische komediefilm uit 2013, geschreven, geproduceerd en geregisseerd door Seth Rogen en Evan Goldberg.

## Verhaal
Jay Baruchel keert voor het eerst in een jaar terug naar Los Angeles en herenigt met zijn maat Seth Rogen. Rogen haalt hem over om naar een housewarmingparty van James Franco te gaan. Eenmaal aangekomen heeft Baruchel moeite om zich te mengen met de bekendheden, die allemaal zijn gefocust op seks en drugs. Hij voelt zich niet op zijn gemak en ontsnapt het feest door met Rogen sigaretten te gaan halen in een nabijgelegen winkel. Eenmaal daar vinden talloze explosies plaats, en worden de mensen door een blauw licht naar de hemel gebracht. Ze keren angstig terug naar James Franco's huis, waar ze zien dat de Hollywood Hills in brand staat. Op dat moment vindt een krachtige aardbeving plaats, waarbij Cera, Mintz-Plasse, Rihanna, Mindy Kaling, Martin Starr, Aziz Ansari, Kevin Hart, Jason Segel en David Krumholtz de dood vinden. Enkel Rogen, Baruchel, Franco, Jonah Hill, Danny McBride, Craig Robinson en Emma Watson overleven de Apocalyps en gaan proberen opvolgende conflicten te trotseren, zoals aanvallen van monsters, Hill die bezeten raakt door de duivel en een gebrek aan water.

## Rolverdeling
De acteurs die een versie van zichzelf vertolken in de film zijn:
Hoofdrollen
- Jay Baruchel
- Seth Rogen
- James Franco
- Craig Robinson
- Jonah Hill
- Danny McBride
- Emma Watson

Bijrollen
- Michael Cera
- Rihanna
- Jason Segel
- David Krumholtz
- Paul Rudd
- Mindy Kaling
- Martin Starr
- Kevin Hart
- Christopher Mintz-Plasse
- Aziz Ansari
- Evan Goldberg
- Channing Tatum
- Brian Huskey
- Backstreet Boys